# Nodal
Au sein d'un service audiovisuel ou d'une chaîne de télévision, le nodal, ou encore le « centre nodal », est le centre technique par où transitent tous les signaux échangés avec l'extérieur.
À ce titre il gère la réception technique des sources en provenance de l'extérieur, par exemple par une réception satellite ou hertzienne, par fibre optique, et en assure le re-routage sur le réseau interne par exemple à destination des régies ou de serveurs d'enregistrements. Il gère également la retransmission de contenus et le départ vers l'émetteur, ainsi que des communications en duplex (émission/réception simultanée).
En radio, on utilise plutôt l'expression de CDM (Centre Distributeur des Modulations). Et pour mémoire, jusqu'en 1987, le centre nodal des trois chaînes publiques étaient situés au 15, rue Cognac Jay à Paris.

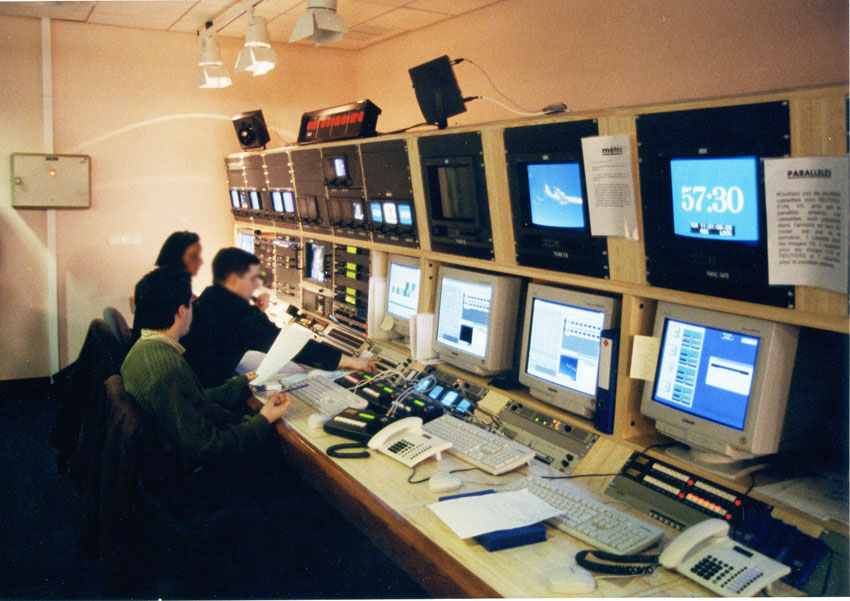
La régie « nodal » d'i>Télé à quelques minutes de son lancement, le 4 novembre 1999.

## Évolution technologique
L'exploitation d'un nodal est fortement liée à l'évolution des normes des signaux audio et vidéo, analogiques et numériques, et les protocoles de transmission associés. Les capacités techniques du nodal déterminent ainsi l'aptitude des chaînes à répondre à des besoins particuliers en matière de programmes. Par exemple, l'émission en version multilingue a nécessité l'adaptation des technologies de transmission.
L'arrivée du numérique et de nodaux informatiques a eu un impact sur le métier des opérateurs et technicien d'exploitation, qui ont dû passer d'un savoir-faire traditionnel en vidéo analogique à la maintenance d'un nodal informatique. Cette évolution a été intégrée depuis plusieurs années dans les formations.